# Тенн, Даниэль
Даниэ́ль Тенн (швед. Daniel Tenn; род. 10 октября 1981) — шведский кёрлингист.
В составе мужской сборной команды Швеции участник чемпионата мира 2006. Двукратный серебряный призёр чемпионата мира среди юниоров, бронзовый призёр зимней Универсиады 2007, чемпион Швеции среди юниоров.
Играет на позициях второго и третьего.

## Достижения
- Зимние Универсиады: бронза (2007).
- Чемпионат мира по кёрлингу среди юниоров: серебро (2002, 2003).
- Чемпионат Швеции по кёрлингу среди юниоров: золото (2000).

## Команды
| Сезон   | Четвёртый        | Третий          | Второй             | Первый            | Запасной                                     | Турниры                       |
| ------- | ---------------- | --------------- | ------------------ | ----------------- | -------------------------------------------- | ----------------------------- |
| 1999—00 | Mikael Sundqvist | Jonas Johansson | Даниэль Тенн       | Henrik Johansson  | Jon Åslund (ЧМЮ) тренер: Magnus Ekdahl (ЧМЮ) | ЧШЮ 2000 · ЧМЮ 2000 (6 место) |
| 2001—02 | Carl-Axel Dahlin | Эрик Карлсен    | Нильс Карлсен      | Эмануэль Алльберг | Даниэль Тенн тренер: Ян Страндлунд           | ЧМЮ 2002                      |
| 2002—03 | Carl-Axel Dahlin | Эрик Карлсен    | Нильс Карлсен      | Эмануэль Алльберг | Даниэль Тенн тренер: Микаэль Хассельборг     | ЧМЮ 2003                      |
| 2005—06 | Матиас Карлссон  | Henrik Edlund   | Даниэль Тенн       | David Kallin      |                                              |                               |
| 2005—06 | Нильс Карлсен    | Никлас Эдин     | Маркус Хассельборг | Манне Алльберг    | Даниэль Тенн тренер: Микаэль Хассельборг     | ЧМ 2006 (5 место)             |
| 2006—07 | David Kallin     | Даниэль Тенн    | Матиас Карлссон    | Henke Edlund      |                                              |                               |
| 2006—07 | Себастьян Краупп | Даниэль Тенн    | Фредрик Линдберг   | Виктор Челль      |                                              | ЗУ 2007                       |

(скипы выделены полужирным шрифтом)